# Il lupo dei mari
Il lupo dei mari é um filme italiano do gênero Aventura lançado em 1975. É baseado no livro The Sea Wolf de Jack London.

## Elenco
- Chuck Connors —  Wolf-Larsen
- Giuseppe Pambieri — Humphrey Van Weyden
- Barbara Bach — Maud Brewster
- Rik Battaglia
- Pino Ferrara
- Luciano Pigozzi — Thomas Mugridge
- Lars Bloch
- Maurice Poli
- Nello Pazzafini
- Renato Baldini
- Mimmo Di Costanzo
- Paolo Magalotti
- Vittorio Fanfoni
- Lorenzo Piani
- Rinaldo Zamperla